# Trattinnickia panamensis
Trattinnickia panamensis är en tvåhjärtbladig växtart som beskrevs av Standley & L. O. Williams. Trattinnickia panamensis ingår i släktet Trattinnickia och familjen Burseraceae. Inga underarter finns listade i Catalogue of Life.